# Karina Ressler

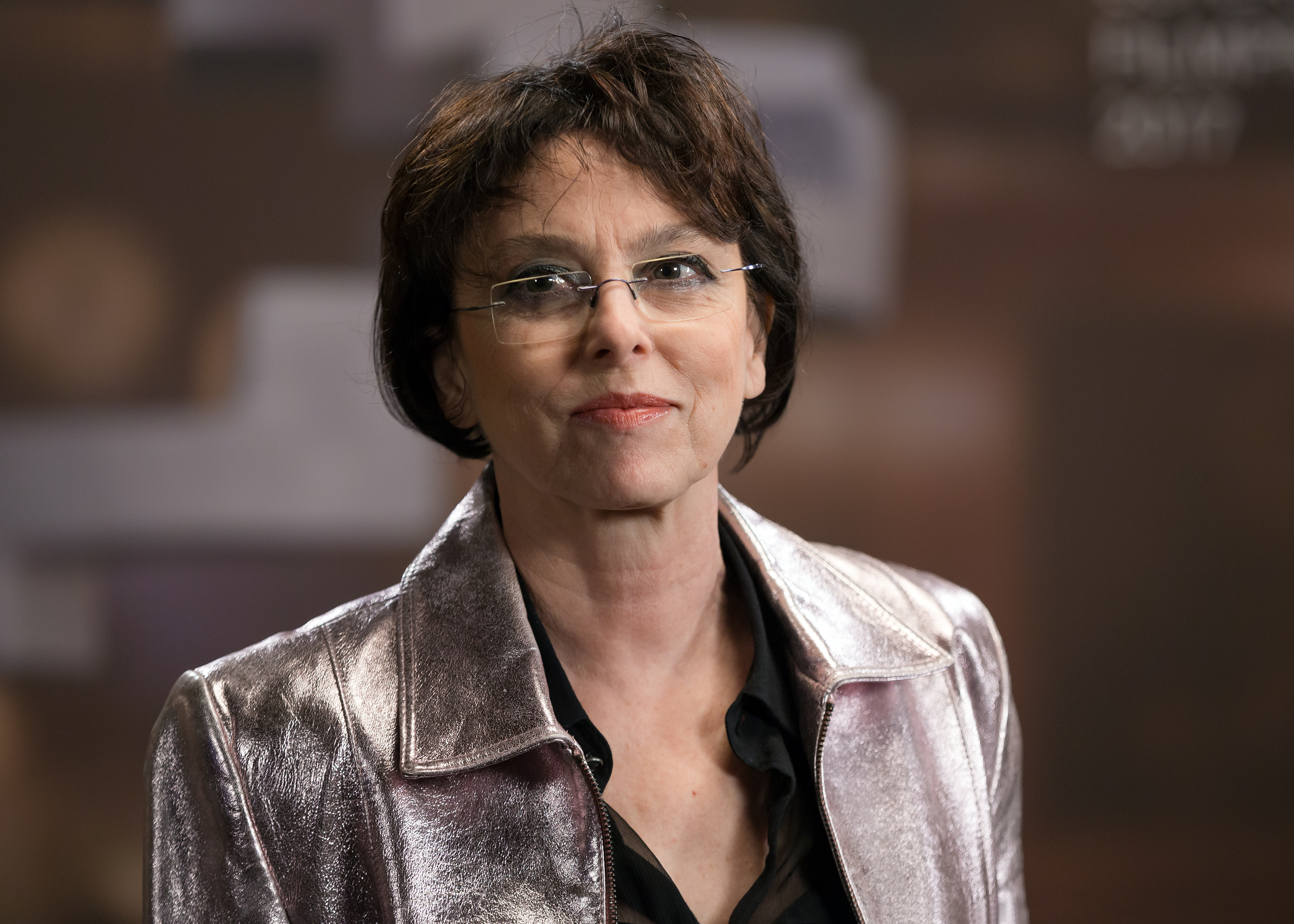
Karina Ressler (2017)

Karina Ressler (* 2. Juli 1957 in Villach) ist eine österreichische Filmeditorin.

## Leben
Karina Ressler schloss 1985 ihr Studium an der Wiener Filmakademie im Fachgebiet Filmschnitt ab. Seitdem arbeitete sie mit internationalen Regisseuren zusammen, darunter Othmar Schmiderer, Egon Humer, Kurt Palm, Barbara Albert, Ulrich Seidl, Sabine Derflinger, Michael Glawogger, Jessica Hausner und Paulus Manker.
Ihr erster und bisher letzter Film als Regisseurin, bei dem sie auch zugleich Drehbuchautorin und Produzentin war, ist der Kurzfilm Robertas Sohn aus dem Jahr 1992.
Im Jahr 2009 war Karina Ressler Jurorin bei scriptLAB, einem „Programm zur Unterstützung von Drehbuchautoren“, welches vom Drehbuch Forum Wien unterstützt wird.
Von dem 1. Dezember 2014 bis 2019 war Ressler Professorin für Montage an der Hochschule für Fernsehen und Film in München (HFF).
Ressler ist Mitglied des Österreichischen Verbandes Filmschnitt und gehört dem Vorstand an.

## Auszeichnungen

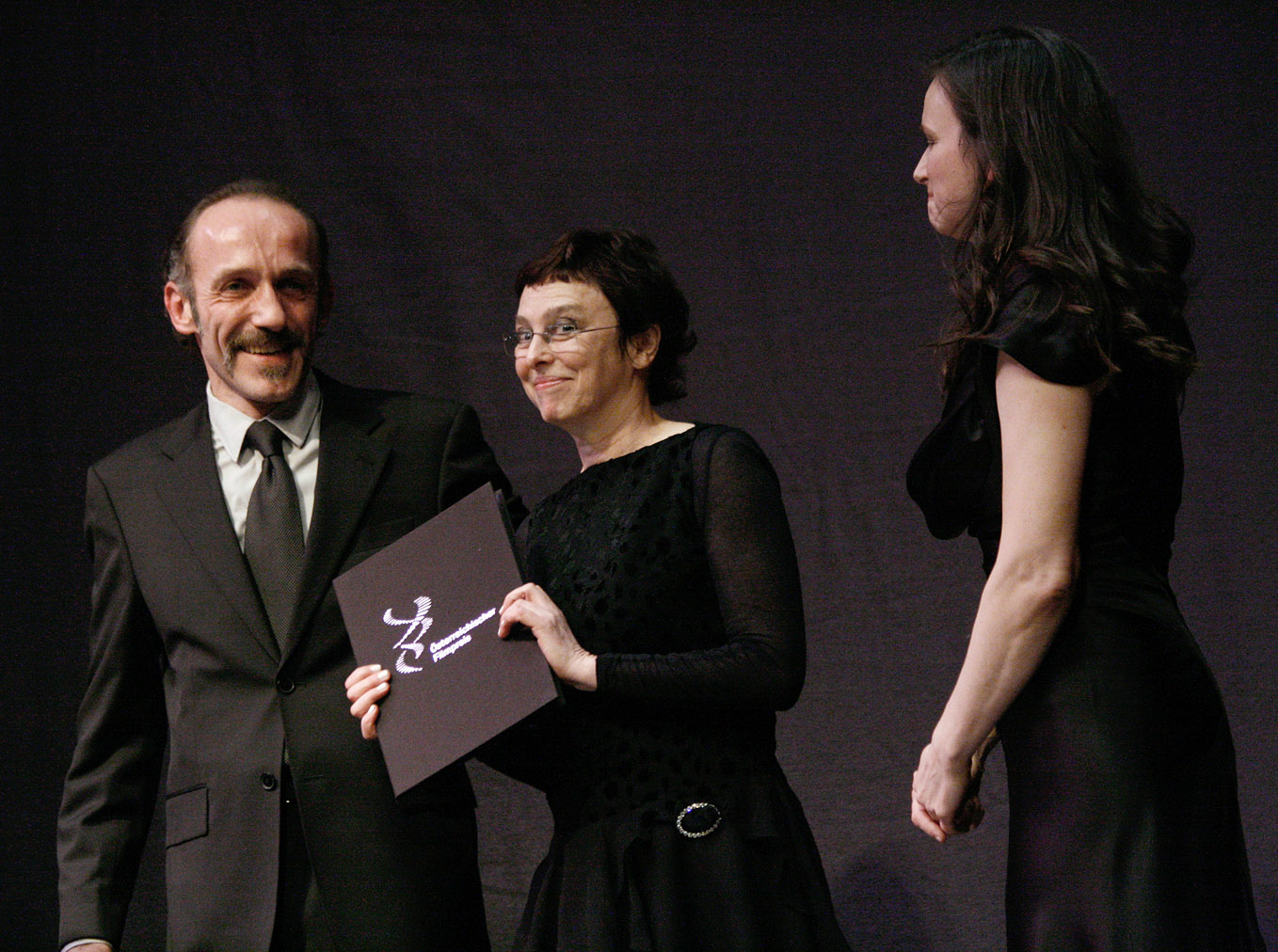
Karina Ressler mit dem Österreichischen Filmpreis 2011

Vom Bundeskanzleramt in Österreich erhielt sie 1997 den Würdigungspreis für Filmkunst.
Im Jahr 2010 erhielt sie bei der Kärntner Kulturpreisverteilung aus den Händen von Kultur- und Finanzlandesrat Harald Dobernig für besondere Leistungen in der Filmkunst den Würdigungspreis des Landes Kärnten auf kulturellem Gebiet. Der Würdigungspreis ist die zweithöchste kulturelle Auszeichnung des Landes Kärnten und mit 6000 € dotiert. 2011 brachte ihr der Schnitt zu Jessica Hausners Drama Lourdes (2009) den Österreichischen Filmpreis ein. 2014 wurde sie auf der Diagonale mit dem Diagonale-Preis Schnitt für Oktober November ausgezeichnet. Das Jahr darauf gewann sie den Österreichischen Filmpreis in der Kategorie Bester Schnitt erneut für Amour Fou. 2018 erhielt sie den vom Verein FC Gloria erstmals verliehenen Frauenfilmpreis Gloria. Zuletzt wurde sie erneut mit dem Österreichischen Filmpreis für den Besten Schnitt ausgezeichnet, dieses Mal für den Film Little Joe.
Für Fuchs im Bau erhielt sie 2021 gemeinsam mit Joana Scrinzi den Diagonale-Preis Schnitt für die beste künstlerische Montage Spielfilm. Im Rahmen der Romyverleihung 2021 wurde sie mit einer Romy in der Kategorie Bester Schnitt TV/Stream für Ich und die Anderen ausgezeichnet.

## Filmografie (Auswahl)
- 1995: Klangsäule (Regie: Othmar Schmiderer)
- 1996: Hoch Zeit (Regie: Paul Poet)
- 1996: Die Geschichte einer Vertreibung (Regie: Egon Humer)
- 1997: In Schwimmen-Zwei-Vögel (Regie: Kurt Palm)
- 1998: Die Mädchenfalle – Der Tod kommt online (Regie: Peter Ily Huemer)
- 1998: Slidin’ – Alles bunt und wunderbar (Regie: Barbara Albert, Michael Grimm)
- 1999: Die Jungfrau (Regie: Diego Donnhofer)
- 1999: Alma – A Show biz ans Ende (Regie: Paulus Manker)
- 2000: Ternitz, Tennessee
- 2002: Vollgas
- 2002: Zur Lage: Österreich in sechs Kapiteln (Regie: Barbara Albert; Michael Glawogger; Ulrich Seidl; Michael Sturminger)
- 2002: Blue Moon (Regie: Andrea Dusl)
- 2003: Donau, Duna, Dunaj (Ko-Editor: Martin Mattusiak; Regie: Goran Rebic)
- 2004: Hurensohn
- 2004: Antares
- 2004: Hotel (Regie: Jessica Hausner)
- 2006: Schläfer (Ko-Editor: Stefan Stabenow; Regie: Benjamin Heisenberg)
- 2006: Fallen (Regie: Barbara Albert)
- 2006: Außer Konkurrenz – André Heller (Regie: Othmar Schmiderer)
- 2007: 42plus (Regie: Sabine Derflinger)
- 2008: Acker (Regie: Barbara Caspar)
- 2008: Revanche (Regie: Götz Spielmann)
- 2008: Ein Augenblick Freiheit (Regie: Arash T. Riahi)
- 2008: Gangster Girls (Regie: Tina Leisch)
- 2009: Domaine (Regie: Patric Chiha)
- 2009: Die fünf Himmelsrichtungen (Regie: Fridolin Schönwieser)
- 2009: Lourdes
- 2010: Tag und Nacht
- 2012: Invasion
- 2012: Weil ich schöner bin
- 2012: Grenzgänger
- 2013: Oktober November
- 2014: Amour Fou
- 2015: Ma Folie
- 2016: Stille Reserven
- 2017: Tiere
- 2019: Little Joe – Glück ist ein Geschäft
- 2020: Hochwald
- 2020: Fuchs im Bau
- 2022: Landkrimi – Der Schutzengel (Fernsehreihe)
- 2023: Tatort: Was ist das für eine Welt
- 2023: Das Tier im Dschungel (La Bête dans la jungle)
- 2023: Club Zero
- 2024: Kafka (Fernsehsechsteiler)
- 2024: Andrea lässt sich scheiden
- 2025: Happyland

### Regie
- 1985: Angst oder die virtuellen Übergänge (Kurzfilm)
- 1992: Robertas Sohn (Kurzfilm)
- 1997: Lange Reise in die Nacht (Dokumentarfilm)
- 1998: Im Schatten der Angst (TV-Dokumentation im Rahmen der Serie LEIB & SEELE)[16]